# 韦厄城堡

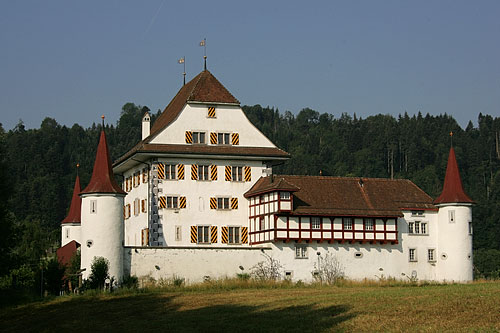
韦厄城堡

47°8′31.3″N 8°1′25.6″E / 47.142028°N 8.023778°E
韦厄城堡（德語：Schloss Wyher）是瑞士琉森州埃蒂斯维尔（Ettiswil）的一座中世纪环水城堡。现已列入瑞士国家重要文化财产名录。

## 历史
韦厄城堡最早出现在1304年的文献中。长期以来，城堡都属于菲厄（Feer）家族。此后转给普菲佛（Pfyffer）家族。1964年，城堡被火灾严重损毁，并由琉森州买下。1981至1996年进行了内部整修。现作为举办大型活动的场地使用。

## 建筑

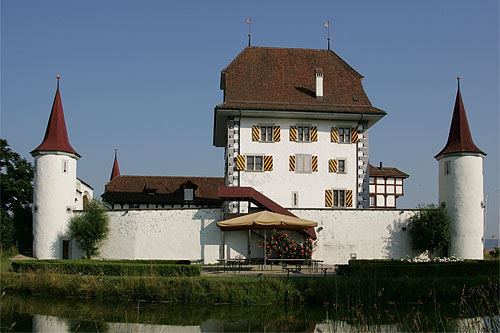
韦厄城堡

城堡四面环水。